# Сулейков, Андрей Владленович
Сулейков, Андрей Владленович (9 октября 1963, Москва) — писатель, преподаватель, предприниматель, издатель, блогер, телепродюсер. Директор издательства Это моя земля, эксперт Федерального центра гуманитарных практик РГГУ. Соавтор учебника «Конструктор городских легенд». Член Союза писателей России. Лауреат премий Бунина, Некрасова и Пушкина. Номинант литературной премии Писатель года (2021 год). Коллекционер городских легенд. Член Русского географического общества. Эксперт в маркетинге брендов и территорий. Глава аналитической команды Rich Data. Директор по развитию направления «цифровой туризм» в АО «Русатом Инфраструктурные решения» (АО «РИР») – дивизион госкорпорации «Росатом».

## Биография

### Служба в вооруженных силах СССР
Родился в потомственной военной семье, внук генерал-майора танковых войск Кирилла Филипповича Сулейкова. В 1980-89 годах служил в вооруженных силах СССР. В 1985 году закончил Ленинградское Высшее Военное Инженерное Строительное Краснознаменное Училище по специальности «Промышленное и гражданское строительство». Работал инженером-строителем на возведении объектов военного и гражданского назначения.

### Телевидение
В 1990-1999 годах работал на телевидении. Сначала в Гостелерадио, далее в ТРК Останкино, Всемирное русское телевидение, Телекомпания Яуза ТВ Продакшн и других. С октября 1997 по апрель 1999 года работал на НТВ. Управлял собственным производством, вёл совместные проекты с иностранными телекомпаниями. Был продюсером программы Сегоднячко с Львом Новожёновым. Организовал съёмки для первой российской команды программы «Форт Байярд» в 1998 году (директор съёмочной группы).

### Печатное дело
в апреле 1999 года ушел с телевидения и стал заниматься полиграфией. В 1999-2000 годах работал в типографии «Алмаз Пресс» заместителем генерального директора, управлял службой продаж типографии. В 2002 году закончил обучение в бизнес-школе MBA Института бизнеса и делового администрирования РАНХиГС.В 2000-2011 годах работал в Полиграфическом комплексе «Пушкинская площадь» первым заместителем генерального директора. Создал службу продаж Издательского дома и крупнейшую российскую журнальную типографию с нуля. Вывел типографию в лидеры отрасли. Привлёк инвестиции Правительства Москвы, создал логистическую компанию ОАО «МСП» и бизнес-центр ОАО «Медиа Центр».

### Внутренний туризм и продвижение регионов
С октября 2012 по настоящее время заместитель генерального директора, продюсер кампании Appreal. Специализируется на геолокационных сервисах и продвижении территорий через видео, фото, аудио, графический и текстовый контент, разработке мобильных приложений, сайтов. Разработал федеральный бесплатный мобильный путеводитель TopTripTip на русском и английском языках. В 2019 стал организатором и продюсером (директором) издательства Это моя земля, автор нескольких киберпутеводителей этого издательства. С марта 2023 также эксперт, продюсер, преподаватель в Федеральном центре гуманитарных практик РГГУ.
С августа 2020 года директор по развитию направления «Цифровой туризм» АО «Цифровые платформы и решения Умного Города» в структуре Росатома.

### Преподавание
Андрей Сулейков преподаёт в Школе дизайна НИУ Высшая школа экономики, Московской школы управления Сколково, РГГУ, Институте отраслевого менеджмента РАНХиГСа и Лицее при ней, Финансовом университете при Правительство РФ, Сириусе, Артеке. Основным предметом преподавания является сторителлинг. Автор курса и учебника «Конструктор городских легенд». Соавтор учебника «Управление проектами в туризме и индустрии гостеприимства», автор нескольких научных статей по сторителлингу.

## Публикации
- Подорожная А.В., Сулейков А.В,. Сторителлинг - преимущества и возможности в школьном образовании // Педагогический журнал. — 2022. — Т. 12, № 2-1. — С. 365-370.
- Подорожная А.В., Сулейков А.В,. Типовые приемы устранения противоречий из теории решения изобретательских задач в цифровом сторителлинге в контексте образования // Педагогическое образование. — 2022. — Т. 3, № 6. — С. 122-127.
- Андрей Сулейков. Бизнес-байкер. — [б.м.]: Издательские решения (По лицензии Ridero), 2022. — 92 с. — ISBN 9785005154903.
- Подорожная А.В., Сулейков А.В,. Конструктор городских легенд. — [б.м.]: Издательские решения (По лицензии Ridero), 2023. — 138 с. — ISBN 978-5-0060-1503-6.
- Андрей Сулейков. К вольеру!Пьеса.. — [б. м.]: Издательские решения (По лицензии Ridero), 2024. — 28 с. — ISBN 978-5-0064-3782-1.

### Публикации в соавторстве
- Андрей Сулейков [и д. р.]. Суздаль. Это моя земля : Легенды и мифы Владимиро-Суздальской земли. — Москва: Издательские решения (По лицензии Ridero), 2019. — 274 с. — ISBN 978-5-4496-7123-3.
- Управление проектами в туризме и индустрии гостеприимства: Учебник для бакалавров / под ред. Х. А. Константиниди.. — М.: Центркаталог, 2021. — 296 с. — ISBN 978-5-903268-57-3.
- А. Востокова, А. Пищулин и др. КРАСНЫЙ ЯР. ЭТО МОЯ ЗЕМЛЯ. Литературный путеводитель. — Москва: Издательские решения (По лицензии Ridero), 2021. — 330 с. — ISBN 978-5-0050-6852-1.
- Андрей Сулейков [и д. р.]. ЧУТЬЁ ВОИНА. ЭТО МОЯ ЗЕМЛЯ: Литературный путеводитель. — Москва: Издательские решения (По лицензии Ridero), 2021. — 214 с. — ISBN 978-5-4498-9348-2.
- Игорь Маранин, Ольга Пашун, Анастасия Подорожная, Андрей Сулейков. Нарьян-Мар. Литературный путеводитель. Это моя земля.. — [б. м.]: Издательские решения (По лицензии Ridero), 2021. — 108 с. — ISBN 978-5-0051-9186-1.
- Андрей Сулейков [и д. р.]. Тульская область: Это моя земля #киберпутеводитель. — [б.м.]: Издательские решения (По лицензии Ridero), 2024. — 305 с. — ISBN 978-5-0056-5058-0.
- Галина Шкирдова [и д. р.]. Обнинск. Это моя земля : #Киберпутеводитель. — [б. м.]: Издательские решения (по лицензии Ridero), 2024. — 211 с. — ISBN 978-5-0064-5041-7.

## Награды
- Победитель конкурса Digital Marketing Awards (2020 год).
- Диплом «Эксперт в области распространения периодической печати» (2006).
- Лауреат Национальной премии «Медиа-Менеджер России» (2004).
- Диплом «Менеджер года» в номинации «Издательская деятельность» (2007).
- Победитель регионального конкурса Мастера гостеприимства (2020).
- Диплом и премия имени Бунина с медалью от московской городской организации Союза Писателей России (2020).
- Негосударственная  «Медаль Пушкин 225 лет» от Российского Союза Писателей [5]
- Негосударственная  «Медаль Некрасов 200 лет» от Российского Союза Писателей [6]